# Athletic Club
O Athletic Club, popularmente conhecido como Athletic Bilbao ou simplesmente Athletic, é um clube de futebol profissional espanhol da cidade de Bilbau, País Basco. Compete na La Liga, a primeira divisão do sistema de ligas da Espanha, competição na qual tem oito títulos de campeão. O clube também tem vinte e quatro títulos de campeão da Copa Del Rey, a segunda competição espanhola em importância. Manda os seus jogos no estádio San Mamés, para mais de 53.000 espectadores. Fundado no dia 18/07/1898 (126 anos )
O clube é conhecido como símbolo da identidade basca, por não contratar atletas não nascidos, não desenvolvidos ou sem ascendência no País Basco - compreendendo-se tanto a subdivisão espanhola denominada Comunidade Autónoma do País Basco como as subdivisões espanholas vizinhas da Navarra, também considerada uma região basca, e de La Rioja, parcialmente reconhecida como basca; bem como o chamado País Basco francês. Nem sempre o Athletic admitiu somente jogadores bascos, uma vez que foi fundado por britânicos - daí o seu nome em inglês. 
Durante a ditadura de Francisco Franco, que proibia o uso oficial de outra língua que não a castelhana na Espanha, o clube foi obrigado a mudar de nome para "Club Atlético de Bilbao". Como reação à opressão franquista, desenvolveu-se como representante do nacionalismo basco. O nome original, em inglês, voltou a ser utilizado imediatamente após o fim da proibição, depois da morte de Franco.
O mascote do clube é um leão. O clube também originou o Atlético de Madrid, que surgiu como uma filial da equipe basca na capital espanhola - daí também a similaridade nos nomes, escudos e camisas (com listras verticais alvirrubras).

## História

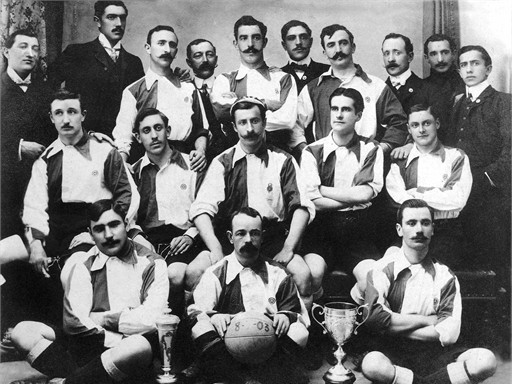
O time campeão da primeira Copa do Rei, em 1903. Na época, o Athletic ainda era alviazul.

A equipe foi fundada por britânicos estabelecidos em Bilbau em virtude da industrialização da cidade - daí o nome em inglês do time - e por jovens da elite bilbaína que haviam voltado dos estudos na Grã-Bretanha.
A regra para apenas bascos surgiu como resposta às reclamações dos rivais Unión Ciclista de San Sebastián (atual Real Sociedad), Basconia e Racing de Irún (atual Real Irun), que só utilizavam jogadores da região e queixavam-se da presença britânica nas escalações do Athletic.
Antes de 1911, quando a regra para a exclusividade basca passou a existir, o Athletic chegou teve diversos jogadores não-espanhóis, especialmente britânicos. Alguns, inclusive, foram fundadores do time, dentre eles um avô de John Robert Mills, nascido em Vigo, na Galiza, filho de um inglês com uma basca e radicado desde 1969 no Brasil - onde destacou-se como historiador do SPAC e de Charles Miller, sem deixar de torcer com familiares pelo Athletic.
Em 2024, conquistou sua 24.ª Copa del Rey depois de vencer o Mallorca nos pênaltis na final.

## Símbolos

### Escudo
O distintivo dos Leones procurou fazer referências a significativos ícones de Bilbau e da região basca: nele estão contidos imagens referentes à Árvore de Guernica, que sobreviveu aos bombardeios de alemãs e italianos na cidade em meio à Guerra Civil Espanhola; à Igreja de Santo Antão; e à Ponte de mesmo nome, atravessada pelo rio Nervión, conhecido como estuário Bilbau em seu trecho final.

### Cores e uniforme
O primeiro uniforme do time era alviazul: camisa divida ao meio em azul e branco, com calças e meias azuis. Era o uniforme do Blackburn Rovers, então o time mais vezes campeão da Copa da Inglaterra, recorde que só perderia depois da Primeira Guerra Mundial.
Em 1909, o encarregado de trazer ao Athletic os uniformes do Rovers não pôde fazê-lo. A viagem de regresso naval se daria a partir do porto da cidade de Southampton, levando o emissário ao improviso de levar no lugar os uniformes do clube dessa cidade: camisas com listras verticais alvirrubras e calças e meias na cor preta, desde então adotadas pelo Athletic. Curiosamente, a diferença entre as vestimentas dos bilbaínos com as do Atlético de Madrid (então Athletic Club de Madrid) surgiram aí: embora também adotasse a camisa alvirrubra do Southampton, a então filial madrilenha manteve os calções e meias azuis do Blackburn.
O Athletic foi uma das últimas grandes equipes a não possuir o logotipo de um patrocinador em seu uniforme. Em julho de 2008, entretanto, passou a estampar o logo da petrolífera Petronor, o que rendeu muita polêmica mesmo a empresa sendo da região basca. Antes, durante a temporada 2004-05, em sua participacão na Copa da UEFA, os uniformes chegaram a carregar a marca do Governo Basco, com a mensagem "Euskadi", que significa "Pátria Basca". A estampa na época não carregou a mesma polêmica, por ser em prol da região, em um apelo ao turismo no local. Em maio de 2011, estreou seu novo segundo uniforme, nas cores da Ikurriña (a bandeira do País Basco), com o verde predominante.

## Orgulho basco
O Athletic é famoso por seu estatuto a restringir jogadores. O embrião da regra surgiu em 1911 e era bem mais rígido: por um tempo, foram aceitos apenas atletas da província de Biscaia; o critério permitia que nativos com origens estrangeiras atuassem, notadamente Smith, campeão naquele ano na Copa do Rei e nascido na própria Bilbau como mestiço de bascos e ingleses - seu nome completo era Alejandro María Juan Francisco Smith Ybarra e dois irmãos seus trabalharam na arquitetura inicial do estádio de San Mamés, aberto em 1913. posteriormente, passou-se a aceitar jogadores de províncias bascas vizinhas.
Um novo abrandamento veio mais tarde, com o clube admitindo estrangeiros, desde que possuíssem origens bascas. Atualmente, o clube aceita jogadores sem raízes bascas, espanhóis ou não, porém precisam ter sido educados na cultura basca ou formados em clubes bascos. Nem sempre, contudo, essas mudanças foram progressivamente abrangentes: após ter se reforçado com nascidos até mesmo no exterior entre as décadas de 1920 e de 1940, em meados da década de 1950 o Athletic chegou a novamente restringir-se somente a quem houvesse nascido na província de Biscaia, empecilho para que aceitasse Miguel Jones, potencial primeiro negro dos Leones; embora crescido em Bilbau desde os cinco anos de idade, ele nascera na Guiné Equatorial, então Guiné Espanhola. Passou um mês sob treinamentos em 1956 e, embora aprovado pelo treinador Ferdinand Daučík, ainda relembrava em 2011 que "aquela era uma etapa muito distinta da atual. Os jogadores do Athletic não tinham que ser do País Basco. Tinham que ser biscaínos".
Nunca houve mesma restrição a treinadores: o próprio Daučík era eslovaco. Além de espanhóis não-bascos como Luis Fernández (naturalizado francês) e Ernesto Valverde, o Athletic teve técnicos até mesmo húngaros (Lippo Hertzka, década de 1920), brasileiros (Martim Francisco, também na de 1950), austríacos (Helmut Senekowitsch, na de 1970), alemães (Jupp Heynckes, na de 1990), sérvios (Milorad Pavić e Dragoslav Milorad Stepanivić, respectivamente na de 1960 e de 1990) e argentinos (Marcelo Bielsa e Eduardo Berizzo, ambos na década de 2010). Treinadores britânicos, comuns nos primórdios, continuaram utilizados ao longo do século XX: Frederick Pentland e Ralph Kirby na década de 1920, William Garbutt e Henry John Bagge na década de 1940, Ronnie Allen na de 1960 e Howard Kendall na de 1980.
Quanto a jogadores, o novo relaxamento gradual da restrição permitiu que alguns não-nascidos nas províncias bascas defendessem o time. Alguns deles, como Santiago Ezquerro, são nascidos na província de La Rioja, por vezes considerada como basca, embora não unanimemente. Na via inversa, também propiciou que nascidos na região, mas com origens em outras partes da Espanha, jogassem pelo Athletic. Um exemplo é o de Javier Clemente, nascido na cidade basca de Barakaldo, mas filho de migrantes espanhóis não-bascos. Ele veio a assimilar-se como culturalmente basco ao crescer sob a influência do nacionalismo local e tornou-se ícone do Athletic como jogador e, sobretudo, como treinador, função na qual comandou elenco que encerrou em 1983 um considerável jejum de 27 anos em La Liga - na até então mais longa sequência sem títulos do clube nessa competição. Posteriormente, veio a treinar a própria seleção basca.
O relaxamento também permitiu que jogadores sem origens nem mesmo espanholas jogassem pelo Athletic, desde que nascidos na região ou criados na cultura basca: em 2015, Iñaki Williams, filho de pai ganês, mãe liberiana e nascido em Bilbau, tornou-se o primeiro negro a marcar um gol pelo Athletic. Recebeu um nome basco dos pais em retribuição ao acolhimento que sentiram e, em referência a ele, o presidente do Partido Nacionalista Basco declarou que "prefiro um negro que fale basco a um branco que o ignore". Antes de Williams, a equipe já havia integrado um negro, em 2009 - Jonás Ramalho, de parcial origem basca por parte de mãe e de pai angolano. Em 2019, foi contratado Kenan Kodro, jogador da seleção bósnia nascido e criado no País Basco enquanto seu pai, Meho Kodro, defendia exatamente a rival Real Sociedad, clube de formação da contratação. Posteriormente, foi promovido Nico Williams, irmão de Iñaki e nascido em Pamplona, na região basca da Navarra, onde os irmãos se criaram.
Em 2017, o historiador Ángel Iturriaga publicou o Diccionario de jugadores del Athletic Club, a listar todos os futebolistas que defenderam a equipe até então, mesmo que apenas em amistosos. Bixente Lizarazu seria o único proveniente do País Basco francês. Segundo o livro, foram 60 os jogadores listados como nascidos fora do País Basco (seja na parte francesa ou na parte espanhola), além de quantidade paralela superior de jogadores sem local de nascimento conhecido, embora a maioria em ambos os casos tenha ao menos ascendência basca. Posteriormente à publicação do livro, em 2019 o clube utilizou em três partidas o romeno Cristian Ganea, admitido por ter crescido e se formado entre os bascos; e contratou em 2024 o atacante Álvaro Djaló, nascido em Madrid, mas crescido desde os três meses de vida na província de Biscaia.
| Período                  | Nome                                       | Província ou país de origem       | Partidas (gols) | Observações |
| ------------------------ | ------------------------------------------ | --------------------------------- | --------------- | --- |
| 1902                     | Enrique González de Careaga y Bisphord     | México                            | 1 (0)           | O livro aponta que, nascido em Mazatlán, teria origens bascas. Presidiu o clube e seu filho Alfonso González de Careaga defendeu o time nas décadas de 1920 e de 1930 |
| 1902-1903, 1913          | Raymond Jerome Cazeaux                     | Reino Unido                       | 6 (3)           | O livro o qualifica com o nome de Armand Cazeaux, como francês e como atuante apenas nos anos de 1902 e 1903. Em 2023, revelou-se que ele na realidade nasceu na cidade inglesa de Stoke Newington, filho de um imigrante francês da Borgonha e neto de uma espanhola de Salamanca, mas assimilado entre os ingleses a ponto de servir as Forças Armadas do Reino Unido na Primeira Guerra Mundial; que chamava-se Raymond Jerome Cazeaux; e que ainda teria atuado pelo Athletic também em um amistoso em 1913 |
| 1902-03                  | Walter Evans                               | Reino Unido                       | 5 (6)           | |
| 1902, 1905               | William Llewellyn Dyer                     | Reino Unido                       | 4 (5)           | O livro aponta que, nascido em Sunderland, teria parcial origem basca |
| 1903-1904                | George P. Cockram                          | Reino Unido                       | 2 (0)           | |
| 1904-07                  | Tomás Murga                                | Suíça                             | 6 (1)           | O livro aponta que teria origem basca. E que foi um dos fundadores do Atlético de Madrid, então filial |
| 1905                     | Charles Robert Ruesch                      | Suíça                             | 1 (0)           | Proveniente da então filial Atlético de Madrid apenas para jogar a final da Copa do Rei de 1905 |
| 1905                     | Davies                                     | Reino Unido                       | 1 (0)           | |
| 1906-07                  | Eustaquio Celada                           | Santander, Cantábria              | 3 (1)           | O livro aponta que teria origem basca |
| 1907                     | Ramón de Cárdenas y Pastor                 | Madrid, Comunidade de Madrid      | 1 (0)           | O livro o aponta como fundador do Real Madrid e depois como personagem dos primórdios do Atlético de Madrid, sendo assim cedido pela então filial apenas para a final da Copa do Rei de 1907 |
| 1909                     | André Didisheim                            | Suíça                             | 1 (0)           | O livro o identifica como francês e apenas pelo sobrenome, grafado Didixien. Ele também era o único jogador do Real Madrid do qual mais nada se sabia, até detectar-se em 2022 que tratava-se de imigrante suíço André Didisheim, possivelmente também o único judeu do Athletic. |
| 1909                     | C.F. Simmons                               | Reino Unido                       | 3 (4)           | |
| 1909                     | Mortimer                                   | Reino Unido                       | 1 (0)           | |
| 1909, 1911               | Pedro Mandiola Villar                      | Cuba                              | 5 (0)           | O livro aponta que, nascido em Sagua la Grande, teria origem basca. E que integrou depois a então filial Atlético de Madrid |
| 1909-1911                | Julián Ruete Muniesa                       | Madrid, Comunidade de Madrid      | 2 (0)           | Integrou depois a então filial Atlético de Madrid |
| 1910                     | Burns                                      | Reino Unido                       | 2 (0)           | |
| 1910                     | Cameron                                    | Reino Unido                       | 1 (0)           | |
| 1910                     | Graham                                     | Reino Unido                       | 2 (0)           | |
| 1910-12                  | Martyn Veitch                              | Reino Unido                       | 5 (4)           | |
| 1911                     | Celso Rodríguez-Arango y Méndez-Castrillón | Cangas del Narcea, Astúrias       | 1 (0)           | Cedido pela então filial Atlético de Madrid para jogar a semifinal da Copa do Rei de 1911 |
| 1911                     | Luis Belaunde Prendes                      | Gijón, Astúrias                   | 2 (1)           | Cedido pela então filial Atlético de Madrid para jogar a semifinal e a final da Copa do Rei de 1911 |
| 1911                     | Manuel Garnica Serrano                     | Madrid, Comunidade de Madrid      | 1 (1)           | Cedido pela então filial Atlético de Madrid para jogar a final da Copa do Rei de 1911 |
| 1911                     | Martyns                                    | Reino Unido                       | 1 (0)           | |
| 1911                     | Sloop                                      | Reino Unido                       | 1 (0)           | |
| 1918-21                  | Francisco Rivero Solozábal                 | Logroño, La Rioja                 | 25 (0)          | |
| 1920-21                  | Marcelino Galatas Rentería                 | Filipinas                         | 1 (0)           | |
| 1920-21                  | Elías Sauca Aristegi                       | Logroño, La Rioja                 | 9 (1)           | |
| 1922-26                  | Cantolla (Manuel García Levín)             | Salas de los Infantes, Burgos     | 27 (2)          | |
| 1926-27                  | Daniel Helguera Pérez                      | Castro Urdiales, Cantábria        | 4 (1)           | |
| 1931-34                  | Carlos Petreñas Llorente                   | Cardejón, Sória                   | 19 (1)          | O livro aponta que cresceu desde a infância no País Basco |
| 1933-48                  | Isaac Oceja Oceja                          | Escalante, Cantábria              | 239 (1)         | O livro aponta que foi formou-se futebolisticamente em clubes bascos |
| 1939-40                  | Macala (Cándido Gardoy Martín)             | Barcelona, Província de Barcelona | 27 (5)          | O livro o descreve como um catalão de origem basca |
| 1939-40                  | José Díaz de la Campa Rodríguez            | Comillas, Cantábria               | 7 (0)           | O livro o descreve como proveniente do futebol basco, do Arenas de Getxo |
| 1939-40                  | Higinio Ortúzar Santamaría                 | Chile                             | 99 (0)          | O livro aponta que era filho de bascos nascido em Santiago e que ainda na infância passou a viver no País Basco, após a morte da mãe |
| 1941-42                  | Ignacio Larrauri                           | Filipinas                         | 4 (0)           | O livro aponta que nasceu na cidade filipina de Goa tendo origens bascas |
| 1956-63                  | Armando Merodio Pesquera                   | Barcelona, Província de Barcelona | 104 (39)        | O livro aponta que era filho de bascos, nascido na Catalunha apenas porque seu pai trabalhava lá |
| 1980-81, 1982-83         | Teodoro Rastrojo Méndez                    | Madrid, Comunidade de Madrid      | 9 (0)           | O livro aponta que era filho de bascos, nascido em Madrid apenas porque sua mãe estava ali em viagem |
| 1980-87, 1991-93         | Luis de la Fuente Castillo Méndez          | Haro, La Rioja                    | 233 (5)         | |
| 1984, 1985-82            | Luis Fernando Fernández Rodríguez          | Villafáfila, Zamora               | 188 (5)         | O livro aponta que formou-se futebolisticamente no País Basco desde as categorias de base |
| 1984, 1986-89, 1997-2000 | Francisco "Patxi" Ferreira Colmenero       | Salamanca, Província de Salamanca | 169 (14)        | O livro aponta que teria origem basca |
| 1984, 1987-88            | Juan Carlos de Diego Rica                  | Burgos, Província de Burgos       | 6 (1)           | O livro aponta que formou-se futebolisticamente no clube desde as categorias de base |
| 1986-90                  | José Vicente Fernández Biurrun             | Brasil                            | 173 (0)         | O livro aponta que nasceu em São Paulo como filho de bascos a trabalho, chegando ainda na infância ao País Basco |
| 1988-89                  | Andoni Aiarza Zallo                        | Madrid, Comunidade de Madrid      | 56 (3)          | O livro aponta que teria origem basca |
| 1988-89                  | Manuel "Manu" Núñez Carapeto               | Olivença, Badajoz                 | 9 (0)           | O livro aponta que foi formou-se futebolisticamente em clubes bascos |
| 1989-91                  | Loren (Lorenzo Juarros García)             | Mambrillas de Lara, Burgos        | 69 (9)          | O livro aponta que cresceu desde a infância no País Basco |
| 1990-96                  | Ernesto Valverde Tejedor                   | Viandar de la Vera, Cáceres       | 188 (50)        | O livro aponta que foi criado no País Basco. Posteriormente foi técnico entre 2003-05 e 2013-16 |
| 1996                     | Javier Díaz Neira                          | Paderne, A Corunha                | 12 (0)          | O livro aponta que teria formou-se futebolisticamente no clube desde as categorias de base |
| 1996-2000                | José Mari (José María García Lafuente)     | Lardero, La Rioja                 | 77 (5)          | |
| 1997                     | Mario Bermejo Castanedo                    | Santander, Cantábria              | 3 (0)           | O livro aponta que foi incorporado no clube ainda como adolescente |
| 1998-2005                | Santiago Ezquerro Marín                    | Calahorra, La Rioja               | 260 (59)        | |
| 2000-08                  | Daniel Arunzubia Aguado                    | Logroño, La Rioja                 | 189 (0)         | |
| 2005-13                  | Fernando Amorebieta Mardaras               | Venezuela                         | 254 (4)         | O livro aponta que nasceu em Cantaura filho de bascos a trabalho, crescendo desde os dois anos de idade no País Basco. Defendeu as seleções espanholas juvenis e somente aos 26 anos adotou a seleção venezuelana principal |
| 2006-07                  | Javier Iturriaga Arrillaga                 | México                            | 6 (0)           | O livro aponta que nasceu na Cidade do México filho de bascos, crescendo desde os doze anos de idade no País Basco |
| 2007-12                  | David López Moreno                         | Logroño, La Rioja                 | 144 (16)        | |
| 2012-18                  | Aymeric Laporte                            | França                            | 222 (10)        | O livro aponta que nasceu em Agen, fora do País Basco francês, sendo incorporado ainda adolescente pelo clube. Laporte teria ainda assim origem basca e eventualmente naturalizou-se, sendo usado pela seleção espanhola adulta após não ser considerado pela da França, embora a tenha defendido nos juvenis |
| 2013-14, 2015-18         | Enric Saborit Teixidor                     | Barcelona, Província de Barcelona | 33 (0)          | O livro aponta que é filho de um catalão com uma basca, formando-se no clube desde as categorias de base |
| 2014-16                  | Borja Viguera Manzanares                   | Logroño, La Rioja                 | 45 (4)          | |
| 2019                     | Cristian Ganea                             | Roménia                           | 3 (0)           | Nascido em Bistrița, morou dos 11 aos 18 anos na cidade basca de Basauri, formando-se em clubes bascos e chegando a defender a seleção basca juvenil, embora estreasse ainda em 2017 pela seleção adulta da Romênia |
| 2024                     | Álvaro Djaló Dias Fernandes                | Madrid, Comunidade de Madrid      |                 | Nascido em Madrid e com ancestralidade em Guiné-Bissau, cresceu desde os três meses de vida na província de Biscaia, desenvolvendo-se em clubes bascos menores |

| Período          | Nome                                 | Partidas (gols) | Observações |
| ---------------- | ------------------------------------ | --------------- | --- |
| 1902             | José Arana                           | 2 (0)           | O livro o descreve como basco                                                                                           |
| 1902             | Ricardo Ugalde                       | 2 (0)           | O livro o descreve como basco                                                                                           |
| 1902-03          | Amador Arana                         | 4 (0)           | O livro o descreve como basco                                                                                           |
| 1904-07          | Hermenegildo “Gildo” García          | 7 (4)           | |
| 1904-07          | Juan Irizar Eizaguirre               | 6 (0)           | O livro o descreve como basco                                                                                           |
| 1904-07          | Valdeterrazo (Luis Romero de Tejada) | 6 (1)           | |
| 1905-06          | Prado                                | 3 (0)           | O livro o descreve como cedido ocasionalmente pela então filial Atlético de Madrid para jogos “pontuais”                |
| 1905-06          | Pascual Manzarraga                   | 2 (0)           | O livro o descreve como basco                                                                                           |
| 1905-06          | Ignacio Allende                      | 2 (0)           | O livro o descreve como basco                                                                                           |
| 1905-06          | Apon (Alfonso González Gorbeña)      | 12 (6)          | O livro o descreve como basco                                                                                           |
| 1905-07          | Benigno Larrea                       | 3 (0)           | |
| 1906             | Uribe                                | 31 (1)          | O livro o descreve como basco                                                                                           |
| 1906             | Joaquín Elosegi                      | 1 (0)           | O livro o descreve como proveniente da então filial Atlético de Madrid apenas para jogar a final da Copa do Rei de 1906 |
| 1906-07          | Eranueva                             | 1 (0)           | |
| 1906-07          | Goyoaga                              | 3 (0)           | O livro o descreve como basco                                                                                           |
| 1906-11          | Juan Arzuaga                         | 11 (0)          | O livro o descreve como basco                                                                                           |
| 1907             | Sena                                 | 4 (0)           | |
| 1907             | Miguel Sena                          | 1 (0)           | |
| 1908-23          | Luis Hurtado                         | 83 (0)          | O livro o descreve como basco                                                                                           |
| 1909             | Saura                                | 12 (2)          | |
| 1909             | Sena                                 | 1 (1)           | |
| 1909-10          | Camarón Villamil                     | 2 (0)           | O livro o aponta como um dos fundadores da então filial Atlético de Madrid                                              |
| 1909-10          | Claudio Ibáñez de Aldecoa            | 2 (0)           | O livro o descreve como basco                                                                                           |
| 1911             | Evaristo Arbaiza                     | 1 (1)           | O livro o descreve como basco                                                                                           |
| 1912-16          | Luis Cortadi                         | 13 (1)          | O livro o descreve como basco                                                                                           |
| 1912-1918        | Esteban Eguía                        | 42 (2)          | O livro o descreve como basco                                                                                           |
| 1913-14          | Cortázar                             | 1 (0)           | |
| 1913-15          | Jesús Cortina                        | 3 (0)           | O livro o descreve como proveniente do próprio futebol basco                                                            |
| 1913-14          | Manuel Amezaga                       | 1 (0)           | O livro o descreve como basco                                                                                           |
| 1917-1918        | Allende                              | 14 (0)          | O livro o descreve como basco                                                                                           |
| 1917-1920        | Luis Albert                          | 8 (2)           | |
| 1917-1921        | Jesús Egiluz Oiarzabal               | 30 (1)          | O livro o descreve como basco                                                                                           |
| 1917-21, 1925-25 | Salaverry                            | 21 (3)          | O livro o descreve como basco                                                                                           |
| 1918             | Astorkia                             | 2 (0)           | O livro o descreve como basco                                                                                           |
| 1918-19          | Gorbeña                              | 1 (0)           | |
| 1918-19          | José María de la Torre               | 2 (0)           | |
| 1918-19          | Velilla                              | 7 (2)           | |
| 1918-20          | José María Erice Bolar               | 5 (2)           | O livro o descreve como basco                                                                                           |
| 1918-25          | Carlos Etxebarria Usaola             | 12 (0)          | O livro o descreve como basco                                                                                           |
| 1918-1925        | Antonio Elexpuru Larrea              | 10 (6)          | O livro o descreve como basco                                                                                           |
| 1919             | Albizua                              | 8 (2)           | O livro o descreve como basco                                                                                           |
| 1919-20          | Sena                                 | 12 (2)          | |
| 1919-26          | Pradera                              | 1 (0)           | O livro o descreve como basco                                                                                           |
| 1920-21          | Tasio                                | 1 (0)           | |
| 1920-21          | Villabaso                            | 1 (0)           | O livro o descreve como basco                                                                                           |
| 1920-21          | Goñi                                 | 1 (0)           | O livro o descreve como basco                                                                                           |
| 1920-21          | Marino                               | 7 (0)           | |
| 1920-22          | Juan José Amann                      | 12 (0)          | O livro o descreve como basco                                                                                           |
| 1920-22, 1924-25 | Antón Allende Pérez                  | 12 (6)          | O livro o descreve como basco                                                                                           |
| 1921-22          | Gorostiza                            | 2 (0)           | O livro o descreve como basco                                                                                           |
| 1921-23          | Nacho (Ignacio González)             | 5 (0)           | O livro o descreve como basco                                                                                           |
| 1923-24          | Ramón Alonso                         | 7 (1)           | O livro o descreve como basco                                                                                           |
| 1924-25          | Onaindia                             | 4 (0)           | O livro o descreve como basco                                                                                           |
| 1924-26          | Mendi                                | 1 (0)           | O livro o descreve como basco                                                                                           |
| 1924-26          | Jesús Contreras                      | 6 (6)           | |
| 1926-30          | Jesús Ruiz Abascal                   | 24 (1)          | |
| 1927-28          | Ricardo Etxebarria                   | 1 (1)           | O livro o descreve como basco                                                                                           |
| 1933-34          | Félix Pérez                          | 2 (0)           | |
| 1935             | José Díaz Ramos                      | 1 (0)           | |
| 1939             | Arana                                | 5 (6)           | O livro o descreve como basco                                                                                           |
| 1939             | Argiano                              | 1 (0)           | |
| 1939             | Gametxo (Ignacio Gametxogoikoetxea)  | 5 (6)           | O livro o descreve como basco                                                                                           |
| 1939             | Ganboa                               | 1 (0)           | |
| 1939-40          | Aginaga                              | 1 (0)           | |
| 1946-47          | Daniel Idigoras                      | 3 (0)           | O livro o descreve como basco                                                                                           |
| 1956-57          | Larrinaga                            | 3 (0)           | O livro o descreve como basco                                                                                           |

## Competições
O Athletic foi o primeiro time a vencer um campeonato em caráter nacional na Espanha: a Copa Nacional de 1902, que fazia parte dos festejos de coroação do rei Alfonso XIII. Também é um dos dois únicos clubes (o outro é o Real Madrid, em 1931/1932) que conseguiram ser campeões invictos na Liga Espanhola, alcançando esta marca na temporada 1929/1930, além de deter a maior goleada da história da Liga, obtida neste mesmo campeonato: 12 a 1 sobre o Barcelona e o segundo maior goleador da história da Liga (ultrapassado em 2014 por Lionel Messi), Telmo Zarra, com 251 gols em 279 jogos, entre 1939 e 1955, sendo que Zarra também detinha, junto com Hugo Sánchez, do Real, a marca de maior número de gols em um único campeonato: 38 gols. Essa marca durou até a temporada 2010/2011, quando Cristiano Ronaldo marcou 40 gols com a camisa do Real Madrid. O ex-jogador Bata (em 1930/1931), junto com László Kubala, do Barcelona, (1951/1952), são os jogadores que mais marcaram gols em uma mesma partida (7).
O Athletic é um dos três clubes que jamais caíram para a segunda divisão (os outros são Real Madrid e Barcelona) e o quinto maior pontuador da La Liga em todos os tempos, somando-se os pontos conquistados em todas as temporadas, sendo o 3º clube com mais títulos (35) no futebol espanhol (atrás de Barcelona e Real Madrid).
Seu centenário, em 1998, foi celebrado em grande estilo, em amistoso contra a Seleção Brasileira, empatado em 1 a 1.< A partida, em 31 de maio, foi um dos amistosos preparativos do Brasil para a Copa do Mundo de 1998, iniciada no mês seguinte. No jogo, Rivaldo marcou para os brasileiros, e Carlos García fez para o Athletic.
Na virada do milênio, o Athletic sofreu com péssimas campanhas, ao ponto de se salvar do rebaixamento na última rodada da temporada 2006-07. Após o susto, os bascos melhoraram seu desempenho e o clube voltou a figurar entre os protagonistas do campeonato. Em 2012, a equipe contrata o técnico argentino Marcelo Bielsa para comandar a equipe nas competições das quais o Athletic participava. Com um futebol muito ousado e ofensivo, Bielsa levou o Athletic à duas finais naquela temporada: da Liga Europa da UEFA, onde eliminou gigantes como Manchester United, Paris Saint-Germain e Schalke 04, mas acabou derrotado pelo Atlético Madrid na final pelo placar de 3 a 0, e também da Copa del Rey do Rei, perdendo para o Barcelona pelo mesmo placar da outra final.
Após alguns desentendimentos, Bielsa deixou o Athletic no fim da temporada 2013. Em seu lugar, a equipe trouxe Ernesto Valverde. Em sua primeira temporada, o novo treinador fez grande campanha, levando o Athletic ao 4º lugar na Liga Espanhola e garantindo uma vaga nos play-offs da Liga dos Campeões da UEFA, algo que o time não conseguia desde 1998. O adversário dos bascos foi o Napoli da Itália. Após empate no jogo de ida, no San Paolo, o Athletic venceu o jogo de Volta por 3 a 1, classificando-se para a fase de grupos do torneio. No entanto, o Athletic acabou sendo eliminado da competição ao finalizar em 3° no grupo H, ganhando o direito de disputar a Liga Europa daquela temporada, mas o time basco também foi eliminado pelo Torino.
Apesar das eliminações nas competições europeias, o Athletic chegou à final da Copa do Rei onde enfrentou o Barcelona no Camp Nou, sendo o time catalão o vencedor ao derrotar o Athletic pelo placar de 3 a 1.
Como o Barcelona venceu as duas competições nacionais da Espanha, o Athletic, por ter sido vice-campeão da Copa do Rei, ganhou o direito de disputar a Supercopa da Espanha contra o próprio Barcelona. Contrariando todas as expectativas, o Athletic goleou no jogo de ida aplicando 4 a 0 e conquistou o título da competição ao empatar em 1 a 1 no jogo da volta em Barcelona. Além de ter impedido o "Sextete" do Barcelona na temporada, o Athletic conquistou o seu primeiro título em 31 anos, uma vez que a última vez que o Athletic havia sido campeão fora no ano de 1984.
O 7° lugar na Liga Espanhola deu ao clube basco o direito de disputar a Liga Europa novamente. Após avançar à fase de Grupos, o Athletic classificou-se para a fase eliminatória como líder da sua chave. O centroavante Aduriz, em grande fase, comandou o Athletic e fez gols decisivos para que o time basco eliminasse o Olympique de Marseille e o Valencia. Todavia, nas quartas-de-final, o Athletic acabou sendo eliminado para o Sevilla nos pênaltis (5 a 4), após ambas equipes conquistarem vitórias por 2 a 1 como visitantes.

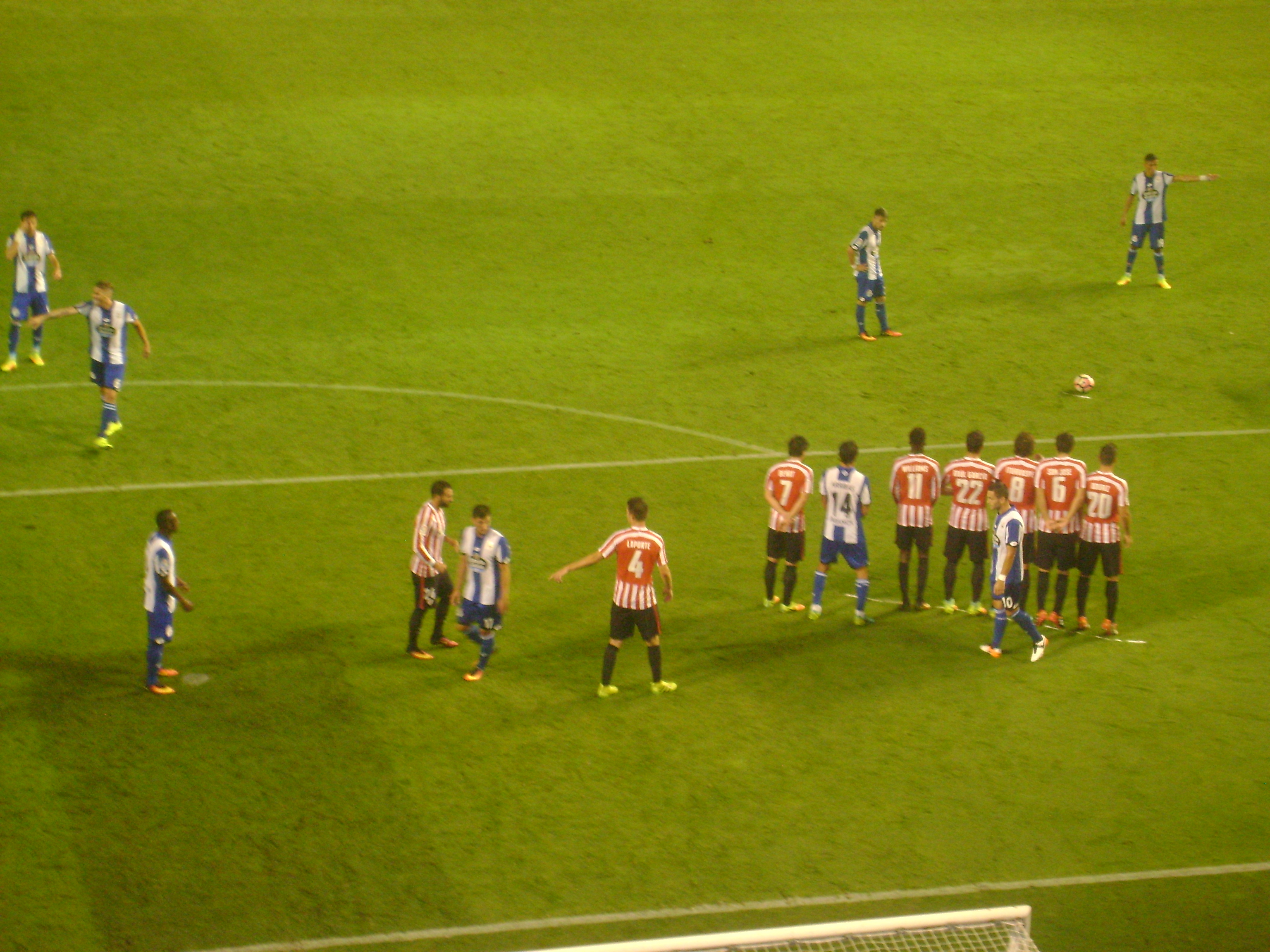
Deportivo de La Coruña vs. Athletic.

Com uma boa segunda metade na La Liga de 2015–16, o Athletic alcançou o 5° lugar e garantiu presença na Liga Europa novamente. A posição no campeonato nacional colocou o time diretamente na fase de grupos da competição, de modo que o Athletic caiu no grupo F com Sassuolo, Genk e Rapid Wien. Apesar de ser apontado como favorito no grupo, o time basco sofreu para se classificar, conseguindo avançar após vencer o Genk no San Mamés por 5 a 3 em um jogo histórico no qual Aduriz marcou os 5 gols do Athletic na partida. No entanto, a campanha da equipe acabou logo na fase seguinte, onde o Athletic foi surpreendentemente eliminado pelo APOEL após vencer em casa por 3 a 2 e perder na volta por 2 a 0 para o time do Chipre.
Na Copa do Rei, o Athletic foi eliminado pelo Barcelona na fase oitavas-de-final em uma eliminatória disputadíssima, na qual os bascos venceram em Bilbau por 2 a 1 e sofreram 3 a 1 em Barcelona.
Antes da temporada 2017-18, Ernesto Valverde deixou o comando da equipe para substituir Luis Enrique como treinador do Barcelona. Com isso, o Athletic deu uma chance ao técnico do time B, José Ángel Ziganda, promovendo-o a treinador da equipe principal para a temporada que estava por vir. Porém, o desempenho do time ficou longe do esperado e o Athletic colecionou decepções na Liga Espanhola e na Copa do Rei, sendo eliminado nesta última para o Formentera da terceira divisão espanhola, com uma derrota por 1 a 0 em Bilbau. Ziganda ganhou sobrevida no cargo ao conseguir a classificação na fase de grupos da Liga Europa da UEFA de 2017–18 e avançando para as oitavas-de-final ao eliminar o Spartak de Moscou na fase de dezesseis-avos-de-final, vencendo por 3 a 1 na casa do adversário e sendo derrotado por 2 a 1 em Bilbau. No entanto, o time confirmaria a má fase ao cair na eliminatória seguinte para o Olympique de Marseille, perdendo as duas partidas, fora e em casa, por 3 a 1 e 2 a 1 respectivamente. Apesar da pressão da torcida, a diretoria do Athletic optou por garantir Ziganda até o final do Campeonato Espanhol, uma vez que o time não corria mais riscos de rebaixamento. Ao encerrar a temporada com um decepcionante 16° lugar, o Athletic anunciou a saída de Ziganda do cargo e alguns dias depois confirmou a chegada do argentino Eduardo Berizzo para ser o novo comandante da equipe.
Após 15 partidas no comando do Athletic, conquistando apenas duas vitórias (uma na primeira rodada da La Liga de 2018–19 e a outra pela Copa do Rei), Berizzo foi demitido do comando técnico da equipe logo depois de perder por 3 a 0 para o Levante. Coube então ao técnico do time B do Athletic, Gaizka Garitano, assumir o time interinamente até que o clube encontrasse um substituto. Garitano assumiu o comando do Athletic com o clube na 18ª colocação e com uma crise altamente apoiada pela mídia de Madri (afinal o Athletic é um dos 3 clubes que jamais foi rebaixado ao lado de Real Madrid e Barcelona). Com 11 pontos somados em 15 jogos, sendo 14 jogos sem vencer, a equipe era dada como séria candidata ao rebaixamento, principalmente em função do mau desempenho em jogos dentro do seu estádio. Na estreia de Garitano, o Athletic conseguiu uma vitória dramática, com gol de pênalti nos acréscimos, sobre o Girona. Porém, a partida seria um divisor de águas na campanha dos Leones: Garitano implementou um padrão de solidez defensiva que sempre marcou os melhores times do Athletic e o time basco iniciou uma reação inacreditável, conquistando 32 pontos nas 15 rodadas seguintes à troca de treinador, com vitórias importantes sobre times que brigavam na parte de cima da tabela, como Sevilla e Atlético de Madrid. O time, antes candidato ao rebaixamento, passou a brigar pelas posições de cima da tabela, chegando até a última rodada com chances de ir à Liga Europa da UEFA. Na última rodada porém, o Athletic acabou perdendo para o Sevilla e perdeu a vaga européia para o Espanyol.
A ótima recuperação feita por Garitano garantiu o treinador para a temporada 2019-20, de modo que na estreia da La Liga de 2019–20 o Athletic enfrentou o Barcelona na abertura da competição. A partida ficou marcada pelo gol antológico marcado por Aduriz, de voleio, aos 38 anos de idade e alguns dias após anunciar que encerrará sua carreira no final desta temporada. O tento garantiu a vitória do Athletic na primeira rodada do campeonato espanhol.
Dois jogadores do Athletic estiveram no grupo da Seleção Espanhola que conquistou a Copa do Mundo de 2010, a primeira vencida pela Furia: Javi Martínez e Fernando Llorente, que foram reservas. Mais recentemente, o atacante Aduriz, com 35 anos, também ganhou uma chance na selção nacional, jogando a Eurocopa em 2016 graças a sua grande fase vivida no Athletic. Na Copa do Mundo FIFA de 2018, o goleiro Kepa Arrizabalaga foi convocado e esteve no elenco da seleção da Espanha na competição.
Após permanecer pouco mais de dois anos frente ao comando técnico do Athletic e, passar por início inconstante na temporada 2020/21, a equipe decidiu pela alteração do comando técnico (mesmo após Garitano ter levado o time a final da supecopa na temporada anterior. Final essa contra seu rival regional, Real Sociedad, que ainda não foi disputada). Para seu lugar, foi contratado Marcelino García Toral, ex manager do Valencia que havia se sagrado campeão da Copa do Rei na temporada 2018/19 em cima do Barcelona.
Marcelino teve a difícil missão de estrear frente ao comando técnico do clube no dia 6 de Janeiro de 2021, contra o Barcelona, em partida válida pela campeonato espanhol. o Clube Basco saiu derrotado pelo placar de 3 a 2 com gols de Iñaki Williams e Iker Muniain. Pedri e Messi 2x marcaram para o adversário.
Uma semana depois o Athletic, de Marcelino, estreia na semifinal supercopa da Espanha, direito de disputar adquirido por ser finalista da copa do rei na temporada anterior, contra o Real Madrid. O clube, com uma postura completamente diferente da adotada pelo treinador anterior, vence os Blancos por 2 a 1, com os dois tentos marcados por Raúl García, e avança a final da Supercopa onde tornaria a enfrentar o Barcelona.
Na grande final os Leones devolvem os 3 a 2 aplicados pelo clube catalão a poucos menos de dez dias desse confronto. Após Barcelona sair a frente com Griezman, Óscar de Marcos empata o jogo pouco menos de 2 minutos depois e o primeiro tempo termina empatado. Na segunda etapa, Griezmann volta a marcar pelos culés, mas, no último minuto do jogo, o atacante Asier Villalibre, que havia entrado a pouco, torna a deixar o marcador igual. Jogo na prorrogação e, pouco tempo depois da bola rolar, I. Willians acerta um chute de rara felicidade e vira o jogo para a equipe Basca sagrando assim, pela terceira vez na sua história, o Athletic campeão da Supercopa da Espanha. Messi ainda viria a ser expulso após agredir Villalibre.

## Estádio
Até junho de 2013, o Athletic jogava no antigo Estádio San Mamés. Desde então manda seus jogos em seu novo estádio batizado com o nome San Mamés Barria. Com capacidade para 53.289 espectadores, ele substituiu um dos campos mais antigos da Espanha. A nova casa do clube basco teve um custo de 173 milhões de euros e foi confirmada pela UEFA como uma das 13 sedes da Eurocopa de 2020.

## Rivalidades

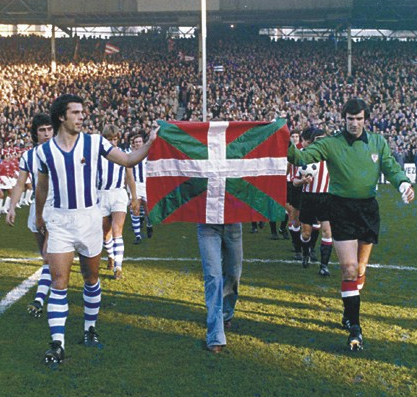
O famoso dérbi Basco em 1976 marcado pela valorização da bandeira do País Basco, ainda ilegal.

### Real Sociedad (Dérbi basco)
Dentro do País Basco, seu maior rival é a Real Sociedad, da cidade de San Sebastián. Este clube é menos radical: admite livremente desde 1989 jogadores de outros países e desde 2002 começou a aceitar espanhóis, ainda que em pequena medida. A rivalidade é amplamente favorecedora ao Athletic, que possui mais títulos de expressão e maior número de vitórias, assim como é um dos três times a jamais ter sido rebaixado à segunda divisão, ao lado de Real Madrid e Barcelona.
Ambas as torcidas têm um relacionamento relativamente pacífico, com as hostilidades concentrando-se mais entre as diretorias. Joseba Etxeberria, um jogador-símbolo dos Leones, iniciou a carreira nos alviazuis, e sua transferência foi polêmica; de 2008 até aposentar-se, um ano depois, doou todo o salário de volta ao Athletic, como agradecimento. Vicente Biurrun, Loren, Ion Andoni Goikoetxea, Borja Viguera, Mikel Balenziaga, Gorka Elustondo, Iñigo Martínez, Yuri Berchiche, Kenan Kodro e Álex Remiro também passaram pelos dois rivais.
O clássico já foi palco de uma das primeiras manifestações livres de nacionalismo basco após o franquismo: em 1976, um ano após a morte do ditador Francisco Franco, José Ángel Iríbar, ex-goleiro a atual presidente honorário do Athletic, entrou em campo empunhando uma bandeira do País Basco (proibida havia 40 anos) juntamente com o jogador rival Inaxio Kortabarría. Semanas depois, a bandeira, ainda muito relacionada ao grupo terrorista ETA, pôde ser legalizada. O último a fazer a troca foi Andoni Gorosabel.

### Real Madrid (El Viejo Clásico)

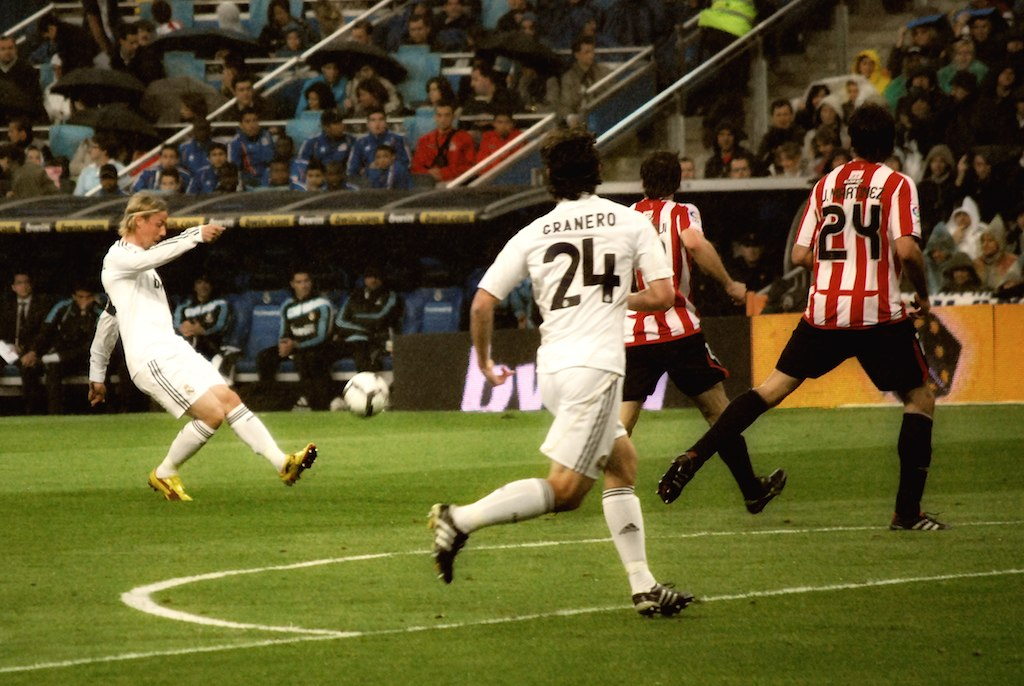
Real x Athletic em 2010.

O Real Madrid também desperta uma certa animosidade, uma vez que carrega a imagem de símbolo do próprio governo espanhol que, na ditadura de Francisco Franco (torcedor do Atlético de Madrid, mas apoiador do Real por ser um clube madrilenho), tanto oprimiu a cultura basca. Mas o encontro já era considerado um dérbi desde bem antes do franquismo: as seis finais de Copa do Rei entre as décadas de 1900 e de de 1920 fomentaram uma rivalidade nacional que acabou conhecida como El Viejo Clásico ("o velho clássico"), antes da expressão El Clásico passar a referir-se ao duelo nacional entre madridistas e o Barcelona. Curiosamente, na temporada 2002/03, o Athletic teve de decidir-se em qual dos principais rivais poderia "favorecer": na última rodada, jogaria no Santiago Bernabéu contra os madrilenhos, que disputavam o título espanhol com a Sociedad, que só seria campeã se o Athletic vencesse. A equipe da capital acabou derrotando os alvirrubros por 3 a 1 e levando a taça. Rafael Alkorta e Aitor Karanka estão entre os mais famosos a terem jogado entre madridistas e bilbaínos. O último a realizar a troca entre os times foi o goleiro Kepa Arrizabalaga.

### Barcelona

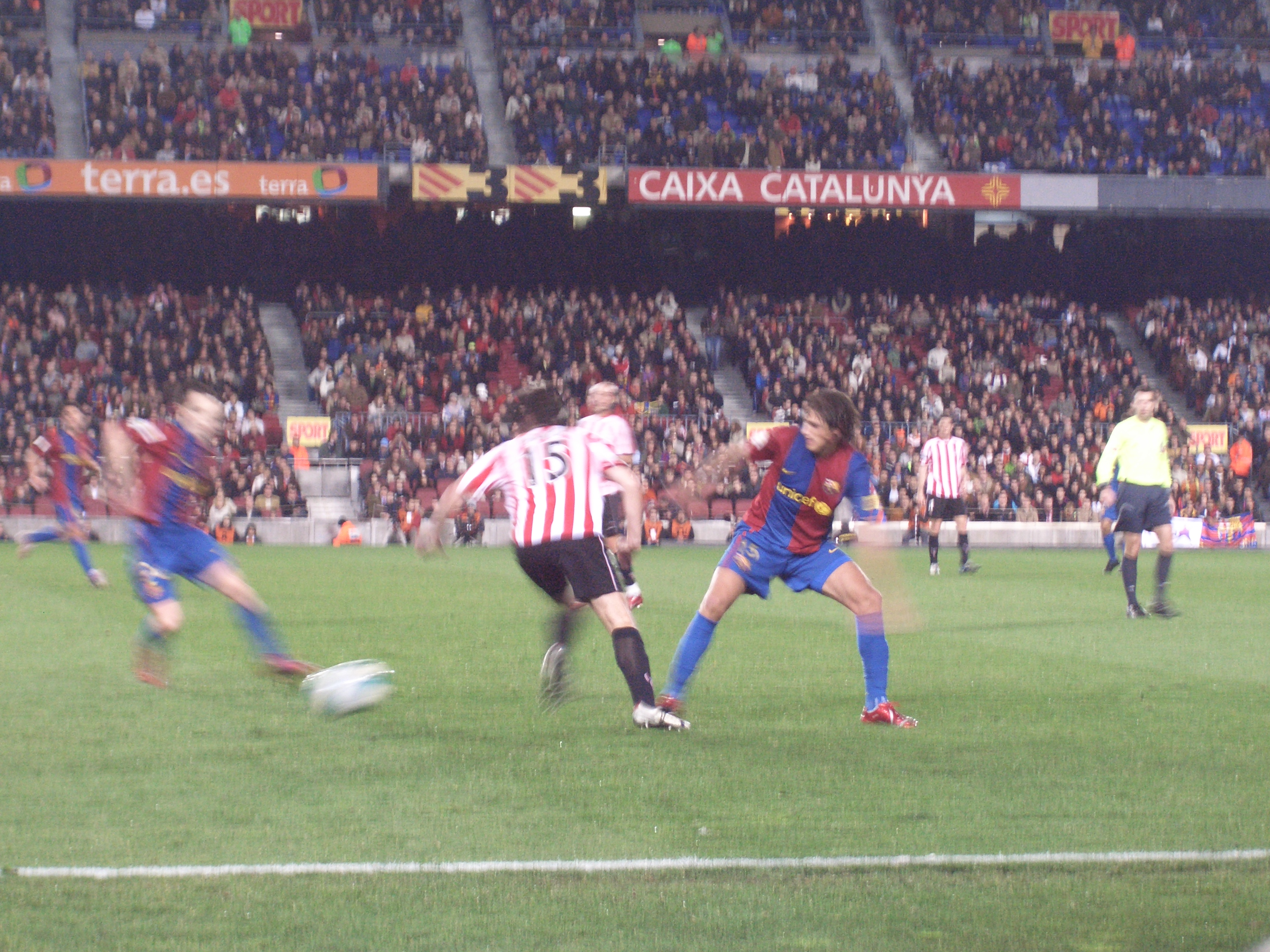
Barcelona x Athletic em 2007.

Nas décadas de 1930 e 1940, o clube disputava acirradamente os títulos espanhóis com o Barcelona. Tanto que eram os dois maiores vencedores de La Liga até a ascensão do Real Madrid, iniciada na década de 1950. Não tardou para que a rivalidade diminuísse bastante, inclusive pelo fato das duas equipes passarem a detestar o Real - o Barcelona, em caso similar ao Athletic, representava outra região de cultura a línguas discriminada por Franco, a Catalunha.
A rixa esteve um pouco renovada nos anos 1980, em que o jogador Andoni Goikoetxea chegou a quebrar as pernas dos barcelonistas Diego Maradona e Bernd Schuster. Em outra partida, decisiva pela Copa do Rei de 1984, vencida pelo Athletic, Maradona chegou a provocar uma briga campal entre as duas equipes. Jesús Garay, Andoni Zubizarreta, Julio Salinas, Ion Andoni Goikoetxea (que não é o mesmo que fraturou Schuster e Maradona) e Santiago Ezquerro são os que fizeram mais sucesso com as duas camisas. O último a ter defendido as duas como jogador foi Iñigo Martínez. Como técnico, o nome em comum mais recente é o de Ernesto Valverde, que também esteve em ambos como jogador.
Após uma sequência de triunfos do time catalão em finais contra o Athletic, principalmente na Copa do Rei, o time basco conseguiu conquistar um título novamente após 31 anos, justamente em cima do Barcelona. A conquista (sob o comando de Valverde) da Supercopa da Espanha de 2015, com direito a uma goleada de 4 a 0 no San Mamés, não somente voltou a dar uma Taça ao Athletic, como também impediu que o Barcelona conquistasse o chamado "Sextete", no qual o Barcelona seria campeão de todas as competições que disputou em 2015.

### Atlético de Madrid
A histórias dos dois clubes está ligada. Por ter inicialmente sido uma filial do time basco, a equipe madrilenha por vezes viu-se impedida de disputar, em seus primeiros anos, a Copa do Rei (competição mais expressiva até a criação do campeonato espanhol, em 1929), mesmo quando qualificada por torneios classificatórios. Com isso, naturalmente surgiu um descontentamento com a matriz, levando ao rompimento da relação original entre ambos. Além disso, no início da ditadura franquista, foi o Atlético o clube capitolino mais ligado ao governo espanhol, e não o Real.
Os dois já disputaram acirradamente La Liga duas vezes, em 1941 e em 1970, com os colchoneros levando o título em ambas. Já na Copa do Rei, o retrospecto dos bilbaínos é mais favorável: venceram duas das três finais travadas por criador e criatura, em 1921 e 1956, perdendo a de 1985. A rixa foi realimentada em 2012, quando a rivalidade atleticana decidiu entre si pela primeira vez um torneio europeu, a Liga Europa da UEFA.Javier Irureta, Andoni Goikoetxea, Julio Salinas e Daniel Aranzubia foram alguns dos que passaram por criador e criatura. O último a fazer o mesmo entre elas foi Raúl García.

### Osasuna
Este clube da alimenta desde a década de 1990 uma rivalidade mútua com o Athletic, em um dérbi basco secundário: o time de Bilbau, até então amplamente dominante no duelo, começou a ressentir dos resultados melhores que a equipe de Pamplona usufruiu dali até o fim da década de 2000, ao passo que esta queixa-se de aliciamento frequente e agressivo a seus jogadores e a promessas locais da sua região da Navarra por parte dos bilbaínos - muito diante da necessidade que estes sentem de manter-se apegados à tradição de reforçar-se preferencialmente com jogadores étnica ou culturalmente bascos, enquanto os Rojillos portam-se como um clube aberto a qualquer espanhol ou estrangeiro, sem deixar de sentir-se drenado por fuga de potenciais talentos ao vizinho: chegou a houver um rompimento de relações entre as duas agremiações nos anos 2000. Vicente Biurrun, Jon Andoni Goikoetxea, José Ángel Ziganda, Pablo Orbaiz, Javi Martínez, David López, Raúl García foram alguns a defender as duas equipes. O último a fazer a troca foi Álex Berenguer.

## Dados do clube
- Sócios: 34.373.

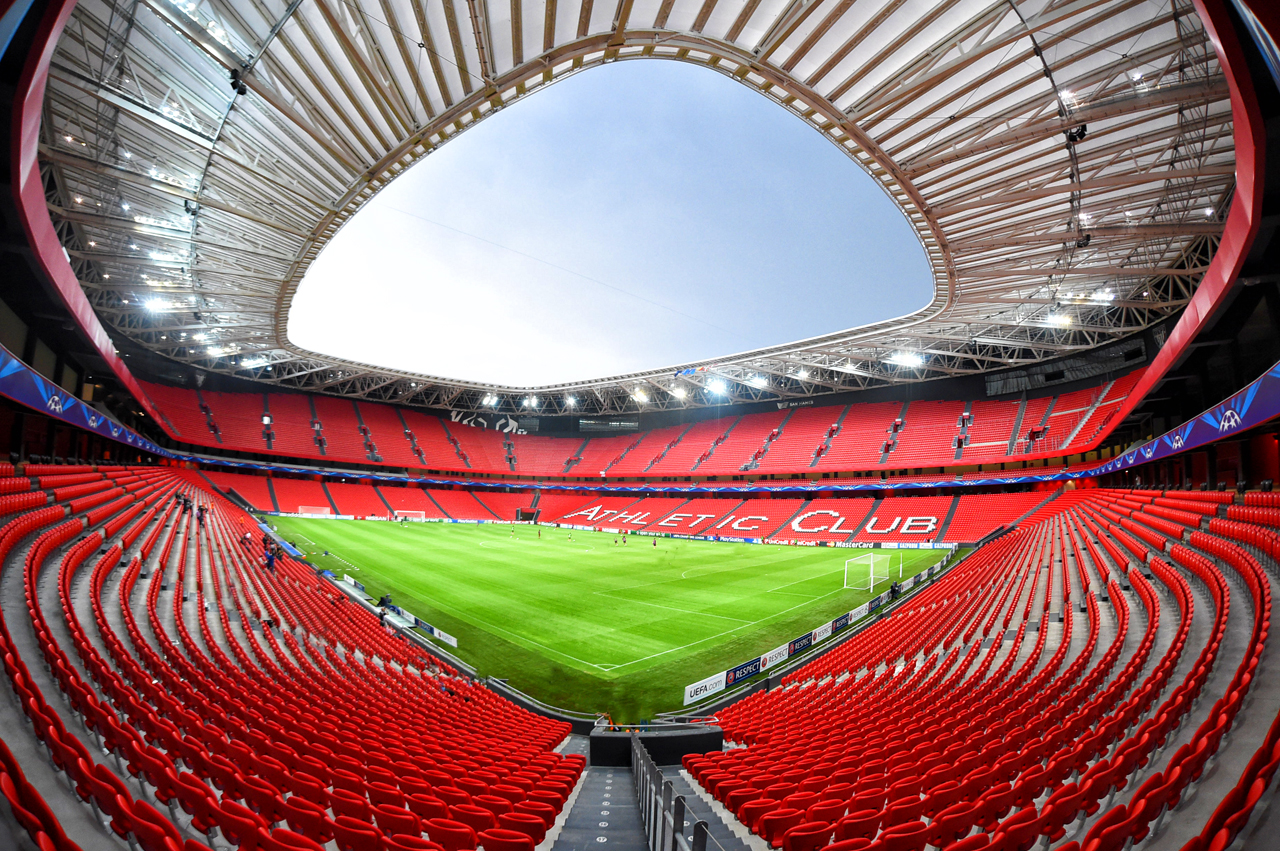
San Mamés Barria, estádio do Athletic Club.

- Temporadas na Primeira Divisão (1928-2019): 90
- Temporadas na Segunda Divisão (1928-2019): 0.
- Posição histórica na Liga Espanhola: 2° (24 vezes).
- Melhor posição na Liga Espanhola: 1°.
- Pior posição na Liga Espanhola: 17º.
- Jogos disputados: 2.648.
- Jogos vencidos: 1.157.
- Jogos empatados: 609.
- Jogos perdidos: 882.
- Gols pró: 4.478.
- Gols contra: 3.571.
- Pontos: 3.188.
- Saldo de gols: 907.
- Maior goleada conseguida na Liga no San Mames: Athletic 12 - 1 FC Barcelona (1930-31).
- Maior goleada conseguida na Liga fora de San Mames: Osasuna 1 - 8 Athletic (1958-59).
- Maior goleada sofrida na Liga: FC Barcelona 7 - 0 Athletic (2000-01).
- Maior goleada conseguida na Copa del Rey: Athletic 12 - 1 Celta de Vigo (1946/47).
- Maior goleada conseguida em competições europeias: Standard de Liège 1 - 7 Athletic (2004-05).

## Títulos
| NACIONAIS | NACIONAIS                      | NACIONAIS | NACIONAIS |
|           | Competição                     | Títulos   | Temporadas |
| --------- | ------------------------------ | --------- | --- |
|           | Campeonato Espanhol            | 8         | 1929-30, 1930-31, 1933-34, 1935-36, 1942-43, 1955-56, 1982-83 e 1983-84 |
|           | Copa do Rei                    | 24        | 1903, 1904, 1910, 1911, 1914, 1915, 1916, 1921, 1923, 1930, 1931, 1932, 1933, 1942-43, 1943-44, 1944-45, 1949-50, 1954-55, 1955-56, 1957-58, 1968-69, 1972-73, 1983-84 e 2023-24 |
|           | Supercopa da Espanha           | 3         | 1984, 2015 e 2020-21 |
|           | Copa Eva Duarte                | 1         | 1949-50 |
|           | Copa da Coroação               | 1         | 1902 |
| REGIONAIS |                                |           | |
|           | Competição                     | Títulos   | Temporadas |
|           | Campeonato Regional da Biscaia | 12        | 1922-23, 1923-24, 1925-26, 1927-28, 1928-29, 1930-31, 1931-32, 1932-33, 1933-34, 1934-35, 1938-39 e 1939-40                                                                      |
|           | Campeonato Regional do Norte   | 5         | 1913-14, 1914-15, 1915-16, 1919-20 e 1920-21 |
|           | Copa Basca                     | 1         | 1934-35 |
| TOTAL     |                                |           | |
|           | Conquistas                     | Títulos   | Categorias |
|           | Títulos oficiais               | 55        | 37 Nacionais e 18 Regionais |

 Campeão invicto

## Outras conquistas
- Pequena Taça do Mundo: 1967
- Torneio da Costa do Sol: 1961 e 1978
- Torneio de Bilbao: 1963, 1975, 1977 e 1978
- Troféu Cidade de Santander: 1987
- Troféu Cidade de Valladolid: 2012
- Troféu Colombino: 1981, 1990 e 1999
- Troféu Ibérico: 1976
- Troféu Ramón de Carranza: 1972
- Troféu Teresa Herrera: 1947, 1983 e 2018

## Recordes individuais

### Recordes de partidas
Os números de Iñaki Williams podem estar desatualizados, pois o jogador se encontra em atividade.
| #   | País           | Jogador           | Período   | Jogos |
| --- | -------------- | ----------------- | --------- | ----- |
| 1º  | Espanha        | Txopo Iríbar      | 1962–1980 | 614   |
| 2º  | Espanha        | Óscar de Marcos   | 2009–2025 | 573   |
| 3º  | Espanha        | Iker Muniain      | 2009–2024 | 560   |
| 4°  | Espanha        | Txetxu Rojo       | 1965–1982 | 541   |
| 5º  | Espanha        | Joseba Etxeberria | 1995–2010 | 514   |
| 6º  | Espanha        | Andoni Iraola     | 2003–2015 | 510   |
| 7º  | Espanha        | Markel Susaeta    | 2007–2019 | 507   |
| 8º  | Espanha        | Agustín Gaínza    | 1939–1959 | 496   |
| 9º  | Espanha        | José Orúe         | 1950–1968 | 483   |
| 10º | Espanha · Gana | Iñaki Williams    | 2014–     | 471   |

### Maiores artilheiros
| #   | País    | Jogador             | Período                       | Gols |
| --- | ------- | ------------------- | ----------------------------- | ---- |
| 1º  | Espanha | Telmo Zarra         | 1940–1955                     | 335  |
| 2º  | Espanha | Dani                | 1974–1986                     | 199  |
| 3º  | Espanha | Aritz Aduriz        | 2002–2003 2006–2008 2012–2020 | 172  |
| 4º  | Espanha | Eneko Arieta        | 1951–1966                     | 171  |
| 5º  | Espanha | José Luis Panizo    | 1938–1955                     | 164  |
| 6º  | Espanha | Agustín Gaínza      | 1939–1959                     | 150  |
| 7º  | Espanha | Guillermo Gorostiza | 1929–1940                     | 146  |
| 8º  | Espanha | Bata                | 1929–1936                     | 141  |
| 9º  | Espanha | José Artetxe        | 1950–1965                     | 134  |
| 10º | Espanha | Ismael Urzaiz       | 1996–2007                     | 129  |

## Material esportivo e patrocinadores
Abaixo está uma tabela listando todos os fabricantes e patrocinadores que o clube teve desde 1982, em ordem cronológica.
| Período | Material esportivo       | Patrocinador principal            | Patrocinador adicional                       |
| ------- | ------------------------ | --------------------------------- | -------------------------------------------- |
| 1982–90 | Adidas                   | Nenhum                            | Nenhum                                       |
| 1990-99 | Kappa                    | Nenhum                            | Nenhum                                       |
| 1999-01 | Adidas                   | Nenhum                            | Nenhum                                       |
| 2001-04 | Athletic Club Sportswear | Nenhum                            | Nenhum                                       |
| 2004-05 | Athletic Club Sportswear | Governo Basco (e)                 | Nenhum                                       |
| 2005-08 | Athletic Club Sportswear | Nenhum                            | Nenhum                                       |
| 2008-09 | Athletic Club Sportswear | Petronor                          | Nenhum                                       |
| 2009-10 | Umbro                    | Petronor Governo Basco (e)        | Conselho Provincial de Biscaia Governo Basco |
| 2010-13 | Umbro                    | Petronor                          | Governo Basco                                |
| 2013-14 | Nike                     | Petronor                          | Governo Basco                                |
| 2014-15 | Nike                     | Petronor Bilbao Bizkaia Kutxa (e) | Bilbao Bizkaia Kutxa                         |
| 2015-17 | Nike                     | Kutxabank                         | Nenhum                                       |
| 2017-23 | New Balance              | Kutxabank                         | Nenhum                                       |
| 2023-   | Castore                  | Kutxabank                         | DIGI                                         |

(e) Patrocinador principal apenas em competições europeias.

## Elenco
Última atualização: 13 de março de 2025.

## Treinadores
| Nome                         | Anos      |
| ---------------------------- | --------- |
| Mr. Sheperd                  | 1910-1911 |
| William Barnes               | 1914-1916 |
| Sem treinador                | 1916-1919 |
| William Barnes               | 1920-1921 |
| Juan Arzuaga                 | 1922-1925 |
| Ralph Kirby Fred Pentland    | 1925-1926 |
| Lippo Hertzka                | 1926-1928 |
| Máximo Royo                  | 1928-1929 |
| Fred Pentland                | 1929-1933 |
| Patricio Caicedo             | 1933-1935 |
| Jose Maria Olabarria         | 1935      |
| William Garbutt              | 1935-1937 |
| Perico Birichinaga           | 1938-1939 |
| Roberto Echevarría           | 1939-1940 |
| Juan Urquizu                 | 1940-1947 |
| Henry Bagge                  | 1947-1949 |
| José Iraragorri              | 1949-1952 |
| Antonio Barrios              | 1952-1954 |
| Ferdinand Daučík             | 1955-1957 |
| Baltasar Albéniz             | 1957-1958 |
| Martim Francisco             | 1958-1960 |
| Juan Antonio Ipiña           | 1960-1962 |
| Ángel Zubieta                | 1962-1963 |
| Juan Otxoantezana            | 1963-1964 |
| Antonio Barrios              | 1964-1965 |
| Agustín Gaínza               | 1965-1968 |
| Rafael Iriondo               | 1968-1969 |
| Ronnie Allen                 | 1969-1971 |
| Salvador Artigas             | 1971-1972 |
| Milorad Pavic                | 1972-1974 |
| Rafael Iriondo               | 1974-1975 |
| Koldo Aguirre                | 1975-1979 |
| Helmut Senekowitsch          | 1979-1981 |
| Iñaki Sáez                   | 1981      |
| Javier Clemente              | 1981-1986 |
| José Ángel Iribar            | 1986-1987 |
| Howard Kendall               | 1987-1989 |
| Txetxu Rojo                  | 1989-1990 |
| Javier Clemente              | 1990-1991 |
| Iñaki Sáez Jesús Aranguren   | 1991-1992 |
| Jupp Heynckes                | 1993-1994 |
| Javier Irureta J.M Amorrortu | 1994-1995 |
| Dragoslav Stepanovic         | 1995-1996 |
| Luis Fernández               | 1996-2000 |

| Nome                                 | Anos      |
| ------------------------------------ | --------- |
| Txetxu Rojo                          | 2000-2001 |
| Jupp Heynckes                        | 2001-2003 |
| Ernesto Valverde                     | 2003-2005 |
| José Luis Mendilibar Javier Clemente | 2005-2006 |
| Félix Sarriugarte José Manuel Esnal  | 2006-2007 |
| Joaquín Caparrós                     | 2007-2011 |
| Marcelo Bielsa                       | 2011-2013 |
| Ernesto Valverde                     | 2013-2017 |
| José Ángel Ziganda                   | 2017-2018 |
| Eduardo Berizzo                      | 2018      |
| Gaizka Garitano                      | 2019-2021 |
| Marcelino Toral                      | 2021-2022 |
| Ernesto Valverde                     | 2022-     |